# レイラ (プロレスラー)
レイラ（Layla、1977年6月25日 - ）は、イングランド出身のダンサー、モデル、元プロレスラー。アメリカ合衆国のプロレス団体WWEに所属していた。2006年のディーヴァサーチ優勝者である。本名はレイラ・ヤング（Layla Young）、旧姓はエル（El）。

## 来歴
2006年のディーヴァサーチに優勝後、WWEと契約。9月よりバックステージのインタビュアーとしてスマックダウンに登場した。
2007年1月、ECWに移籍。ECWではケリー・ケリー、ブルックと共にエクストリーム・エクスポーゼ（Extreme Exposé）というユニットを組み、主に試合の合間などにダンスを披露していた。6月にザ・ミズがECWへ移籍してくると、他のメンバーと共にミズと行動を共にするようになるが、11月頃からケリーと仲間割れして抗争を開始。同時期にブルックが解雇となったため、エクストリーム・エクスポーゼは自然消滅した。
2008年、追加ドラフトによりRAWに移籍。ジェイミー・ノーブルに言い寄られるストーリーが展開された後、9月からは同じ英国人のウィリアム・リーガルに付きそって行動した。
2009年の追加ドラフトではスマックダウンに復帰。移籍後はダンスバトルで敗れたことをきっかけにイヴ・トーレスと抗争を開始した。10月にスマックダウンにミッキー・ジェームスが移籍してくると、ミシェル・マクールと共にミッキーに対して執拗な嫌がらせを行った。
2010年3月からはベス・フェニックスと敵対。ミシェルと行動を共にするようになってから、主にミシェルを手助けするポジションにいたが、5月14日に行われた2対1のハンディキャップマッチで女子王者のベスからフォールを奪い、自身初のWWE女子王座を獲得。後にミシェルとの共同王者（公式にはレイラの単独所有）となり、王座戦ではどちら一方が闘うことになった。NXTシーズン2ではカヴァルを指導するプロを担当し、ミシェルと共にレイ・クール（Lay-Cool）として登場した。8月からミシェルと共にRAWのディーヴァズ王者のメリーナと抗争。9月のナイト・オブ・チャンピオンズにてミシェル対メリーナの王座統一戦でミシェルが勝利し、共同統一ディーヴァズ王者となった（公式にはミシェルの単独所有）。その後はナタリヤと抗争しタイトルを防衛していたが、11月21日のサバイバー・シリーズでのハンディキャップマッチ形式の統一ディーヴァズ王座戦で敗れ、王座から陥落した。
2011年、負傷により一時離脱するが、約1年後、エクストリームルールズ2012にて復帰。いきなりディーヴァ王座を取得する。その後、ナイト・オブ・チャンピオンズでケイトリンと王座戦をするはずだったが、イヴ・トーレスの策略でケイトリンが負傷したことで急にイヴと対戦することになり、王座から陥落。ケイトリンと共に抗争をつづけるが、王座奪取はならなかった。
2013年のRAW20周年ではケイトリンが王座を取得。それ以来、2月から3月頃に王座を欲する雰囲気を醸し出し、ケイトリンに絡むようになったが、ケイトリンとAJの抗争が再発したことでケイトリンのセコンドや友人として活動。8月、ケイトリンを裏切り王座戦の邪魔をすることでAJの仲間になったが、後に離脱。
2014年にはファンダンゴのパートナーダンサーとなり、見捨てられていたサマー・レイとの三角関係ギミックを繰り広げた。7月、いつまでもはっきりしないファンダンゴに対し、サマーと共に暴行を加えてファンダンゴを追い出し、リング上にて2人で踊りを披露。その後も2人でファンダンゴの試合での妨害を続けたほか、チーム名「スレイヤーズ」を名乗る。
2015年7月、元WWEスーパースターのリッキー・オルティスとの婚約を発表。
2015年7月引退。

## 得意技
- ザ・レイアウト
- クロス・ボディ
- ハイキック　2013年にフィニッシャーとして使用
- インフィニティー　2013年中盤に使用した押さえ込み技。

## 獲得タイトル
- 2006年ディーヴァサーチ優勝
- WWE・女子王座 : 1回
- WWE・ディーヴァズ王座 : 1回

## 入場曲
- Nasty Girl
- Not Enough For Me
- Insatiable